# Concepción del Bermejo
Concepción del Bermejo é uma cidade da Argentina, localizada na província de Chaco.